# Cembra
Cembra (deutsch veraltet: Zimmers oder Zimber)  ist eine Fraktion und Gemeindesitz der italienischen Gemeinde (comune) Cembra Lisignago in der Provinz Trient in der Region Trentino-Südtirol.

## Lage
Der Ort liegt etwa 13,5 Kilometer nordöstlich von Trient auf der orographisch rechten Seite im Cembratal auf einer Höhe von 666 m.s.l.m.

## Geschichte
Cembra war bis 2015 eine eigenständige Gemeinde und schloss sich am 1. Januar 2016 mit Lisignago zur neuen Gemeinde Cembra Lisignago zusammen.  Die Gemeinde gehörte zur Talgemeinde Comunità della Valle di Cembra, deren Verwaltungssitz sich nach wie vor in Cembra befindet, und grenzte unmittelbar an die Provinz Südtirol. Der Avisio bildete die südöstliche Gemeindegrenze. Sie hatte am 31. Dezember 2015 1826 Einwohner auf einer Fläche von 16,95 km². Nachbargemeinden waren Albiano, Faver, Giovo, Lisignago, Lona-Lases, Salurn (BZ) und Segonzano.

## Verkehr
Durch den Ort führt die Strada Statale 612 della Valle di Cembra von Lavis nach Castello-Molina di Fiemme.